# Oz (Isère)
Oz, ook wel Oz-en-Oisans, is een gemeente in het Franse departement Isère (regio Auvergne-Rhône-Alpes) en telt 153 inwoners (1999). Onderdeel van de gemeente is het wintersportresort Oz Station dat deel uitmaakt van het Alpe d'Huez / Grandes Rousses skigebied. De plaats maakt deel uit van het arrondissement Grenoble.
Oz Station bevindt zich op een hoogte van circa 1350 meter en bestaat uit een dertigtal appartementencomplexen/chalets. Vanuit het station vertrekken twee gondelliften en een kleine sleeplift; hiernaast is er een rollend tapijt.

## Geografie
De oppervlakte van Oz bedraagt 60,5 km², de bevolkingsdichtheid is 5,1 inwoners per km². De geografische coördinaten zijn 45° 8' 28" N.B. 6° 3' 4" O.L.
De onderstaande kaart toont de ligging van Oz (Isère) met de belangrijkste infrastructuur en aangrenzende gemeenten.

## Demografie
Onderstaande figuur toont het verloop van het inwonertal (bron: INSEE-tellingen).